# 현대캐피탈
현대캐피탈(Hyundai Capital)은 대한민국의 대표적인 금융기업이다. 현대캐피탈은 1993년 12월 현대오토파이낸스라는 이름으로 현대그룹 내 자동차, 주택 할부금융 사업부로부터 독립해 출범한 회사로, 1996년 대한민국 최초로 할부금융업을 시작한 현대자동차그룹의 주요 계열사다.

## 같이 보기
- 남자 프로배구 천안 현대캐피탈 스카이워커스
- GE캐피탈
- 현대캐피탈 해킹 사건

## 영업점
- 본점: 서울특별시 중구 세종대로 14 (남대문로5가) 그랜드센트럴 A동 7~17층
- 강남지점: 서울특별시 서초구 강남대로 311, 17층 (서초동)
- 강북중고지점: 서울특별시 성동구 자동차시장1길 81 (용답동)
- 강서중고지점: 서울특별시 강서구 양천로 400-12 (가양동)
- 강서지점: 서울특별시 영등포구 영등포로 188 (영등포동4가)
- 광주중고지점: 광주광역시 서구 매월1로62번길 16 (매월동)
- 광진지점: 서울특별시 광진구 아차산로 563 (광장동)
- 남서울중고지점: 경기도 용인시 기흥구 중부대로 242 (영덕동)
- 대구중고지점: 대구광역시 중구 중앙대로 398 (남일동)
- 대전중고지점: 대전광역시 유성구 복용동로35 (복용동)
- 대전지점: 대전광역시 서구 둔산로 55 (둔산동)
- 동작지점: 서울특별시 서초구 서초대로74길 14 (서초동)
- 마포지점: 서울특별시 마포구 독막로 311 (염리동)
- 부산중고지점: 부산광역시 부산진구 서전로 8 (부전동)
- 분당지점: 경기도 성남시 분당구 황새울로 318 (서현동)
- 상계지점: 서울특별시 도봉구 도봉로 575 (쌍문동)
- 서광주지점: 광주광역시 서구 시청로 80 (치평동)
- 수원지점: 경기도 수원시 팔달구 중부대로 141 (우만동)
- 안산중고지점: 경기도 안산시 단원구 원포공원1로 16 (초지동)
- 안양지점: 경기도 안양시 동안구 시민대로 180 (호계동)
- 울산지점: 울산광역시 남구 삼산로 178 (달동)
- 원주지점: 강원특별자치도 원주시 원일로 64 (중앙동)
- 인천지점: 인천광역시 부평구 부평대로 60 (부평동)
- 일산지점: 경기도 고양시 일산동구 중앙로 1228 (마두동)
- 전주지점: 전북특별자치도 전주시 완산구 기린대로 213 (서노송동)
- 제주지점: 제주특별자치도 제주시 삼무로 83 (연동)
- 창원지점: 경상남도 창원시 성산구 중앙대로 105 (중앙동)
- 천안지점: 충청남도 천안시 서북구 충무로 218 (쌍용동)
- 청주지점: 충청북도 청주시 서원구 1순환로 1037 (분평동)